# Ел-Рафол-д'Алмунія
Ел-Рафол-д'Алмунія, Рафоль-де-Альмунія (валенс. El Ràfol d'Almúnia (офіційна назва), ісп. Ráfol de Almunia) — муніципалітет в Іспанії, у складі автономної спільноти Валенсія, у провінції Аліканте. Населення — 726 осіб (2010).

## Географія
Муніципалітет розташований на відстані близько 360 км на південний схід від Мадрида, 65 км на північний схід від Аліканте.

## Демографія
Динаміка населення (INE ):

## Галерея зображень

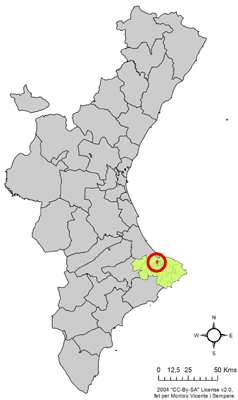
Розташування муніципалітету Ел-Рафол-д'Алмунія у автономній спільноті Валенсія
Розташування муніципалітету Ел-Рафол-д'Алмунія у комарці Маріна-Альта